# Kenapacomaqua
Kenapacomaqua, glavno selo Wea Indijanaca, koje se nekada nalazilo na zapadnoj obali Eel Rivera, blizu njenoga ušća, oko 6 milja (9.5 km) uzvodno od Logansporta, u okrugu Cass u Indijani. Prema svom položaju na Eel Riveru (u fr. jeziku Anguille), od Francuza je nazivano i L'Anguille.
Uništio ga je general Wilkinson 1791., s petstotina pripadnika kentakijske milicije u bici poznatoj povjesničarima kao Battle of Kenapacomaqua.